# Burg Fürth am Berg
Die 1317 ersterwähnte Burg Fürth am Berg diente bis 1660 als Schutz- und Amtsburg. Sie stand oberhalb des Ortes Fürth am Berg, eines Stadtteils von Neustadt bei Coburg im Landkreis Coburg in Oberfranken. Nach dreihundert Jahren Verfall wurden ihre Ruinenreste 1960 gesprengt.

## Geografische Lage
Der Burgstall der Spornburg liegt auf einem nach Südosten weisenden 420 m ü. NHN hohen Sporn des Fürther Berges zwischen den beiden Neustadter Stadtteilen Horb und Fürth am Berg, 1700 Meter von der thüringisch-bayerischen Grenze entfernt. Von ihrem exponierten Standort aus konnte man sowohl die alte Handelsstraße Nürnberg-Leipzig mit einer Furt durch das Flüsschen Steinach als auch die Landstraße Neustadt-Mitwitz gut überblicken. Der Zugang zum Bergsporn und den Resten der Burg geschieht über den Burgweg in Fürth am Berg.

## Geschichte

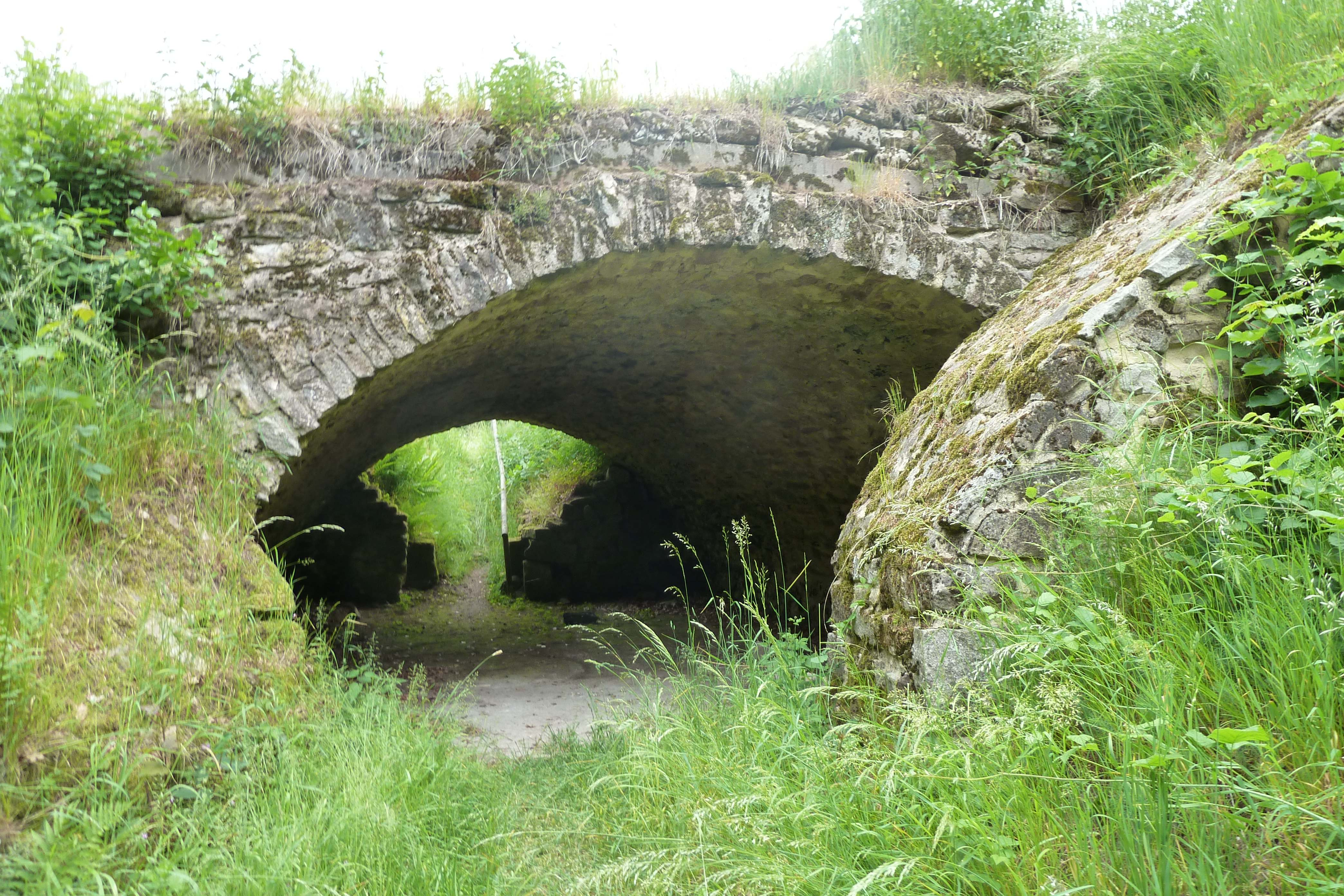
Kellergewölbe

Der Kern der Burg stammt aus dem 9. Jahrhundert, als sie Fluchtburg zum Schutz vor den Reiterangriffen der Ungarn war.
Die Schutz- und Amtsburg über Fürth am Berg wurde 1317 (andere Quellen 1348) als „Feste Furttenberg“ erstmals urkundlich erwähnt. Bamberger Bischöfe, unter deren Lehenshoheit die Burg stand, setzten Amtmänner aus der fränkischen und thüringischen Ritterschaft ein, um Gericht zu halten, Zehnt und Geleitzoll einzutreiben und Frondienste zu verlangen. So kamen vorwiegend Burgherren aus alten fränkischen Adelsgeschlechtern auf die Burg, unter anderen ab 1359 Berthold Schenk von Siemau, 1383 und 1601 die Herren von Schaumberg und ab 1502 die Herren von Rosenau.
Für 1489 ist eine Waldglashütte auf dem Burgareal belegt. Im Bauernkrieg wurde die Burg 1525 zerstört. 1528 war sie wieder errichtet.
1590 bis 1601 saßen die Herren von Brandenstein auf der Burg, im Wechsel mit den Herren von Würtzburg, die gleichzeitig auch im Besitz des Mitwitzer Lehens mit seinen zwei Schlössern waren.
Zuletzt war die Burg von der Nürnberger Familie Pömer von Diepoltsdorf bewohnt, bis diese 1660 in ein Rittergut im Dorf zog, das ebenfalls den Bamberger Bischöfen gehörte. Nun war die Burg unbewohnt und verfiel allmählich. 1740 gab der Bamberger Bischof den Amtssitz auf und ließ den Grundbesitz des Rittergutes in Parzellen aufteilen und an die Dorfbewohner verkaufen. Letztere benutzten die Burgruine als billigen Steinbruch. Um 1850 verbot die Coburger Regierung schließlich die Entnahme von Baumaterial.
Bis 1960 waren noch beachtliche Mauerreste der Burg erhalten, wie eine Federzeichnung von Max Schneider zeigt. Die Burgruine wurde 1960 durch Sprengung niedergelegt und überwucherte in den folgenden Jahrzehnten.
Erste Bemühungen, den Burgsporn von Schutt und wildem Bewuchs zu befreien und den Burgstall als Kulturgut zu sichern, unternahm 1964 bis 1967 Richard Gerlicher aus Fürth. 1980 wurde der Burgstall als Bodendenkmal unter Schutz gestellt. 1989 gründete sich der Förderkreis Fürther Burg e. V. Zwischen 1991 und 1996 wurden mehrere Grabungskampagnen der Universität Bamberg unter Leitung des Grabungstechnikers Werner Feil durchgeführt. Inzwischen sind das Burggelände und ein gut erhaltenes Kellergewölbe wieder begehbar.